# Михайловка (село, Альшеєвський район)
Миха́йловка (рос. Михайловка, башк. Михайловка) — село у складі Альшеєвського району Башкортостану, Росія. Входить до складу Кармишевської сільської ради.
Населення — 89 осіб (2010; 121 в 2002).
Національний склад:
- башкири — 67 %